# Aveninae
Aveninae, podtribus trava u tribusu Poeae, potporodica Pooideae. Postoji dvadesetak rodova

## Rodovi
1. Avena L. (24 spp.)
2. Arrhenatherum P. Beauv. (7 spp.)
3. Tricholemma (Röser) Röser (2 spp.)
4. Helictotrichon Besser (29 spp.)
5. xTrisetopsotrichon Röser & A. Wölk (0 sp.)
6. Lagurus L. (1 sp.)
7. Tzveleviochloa Röser & A. Wölk (6 spp.)
8. Acrospelion Besser ex Roem. & Schult. (8 spp.)
9. Trisetum Pers. (3 spp.)
10. Graphephorum Desv. (4 spp.)
11. Trisetum s. lat. (9 spp.)
12. xTrisetokoeleria Tzvelev (0 sp.)
13. Rostraria Trin. (13 spp.)
14. Avellinia Parl. (2 spp.)
15. Trisetaria Forssk. (18 spp.)
16. Gaudinia P. Beauv. (4 spp.)
17. Koeleria Pers. (76 spp.)
18. Sibirotrisetum Barberá, Soreng, Romasch., Quintanar & P. M. Peterson (6 spp.)
19. Limnodea L. H. Dewey ex Coult. (1 sp.)
20. Sphenopholis Scribn. (6 spp.)
21. Peyritschia E. Fourn. (31 spp.)
22. Greeneochloa P. M. Peterson, Soreng, Romasch. & Barberá (3 spp.)
23. Cinnagrostis Griseb. (62 spp.)
24. Trisetopsis Röser & A. Wölk (28 spp.)